# 伊克什基莱站
伊克什基莱站是里加-陶格夫匹尔斯铁路线上的一个火车站，车站建于1863年，附近的居民点是伊克什基莱镇。